# Nazionalfascismo
Nazionalfascismo è il titolo dato ad una raccolta di articoli scritti da Luigi Salvatorelli per La Stampa di Torino, di cui era condirettore, pubblicato nell'aprile del 1923.

## Contenuti
Il testo vuole costituire una prima analisi organica del fascismo in Italia. La raccolta presenta il fascismo come movimento e partito autonomo, scartando la convenzionale definizione di milizia al soldo del potere politico-economico affibbiatogli dai primi studiosi del fenomeno. Salvatorelli, a partire dall'analisi del socialista Giovanni Zibordi (il quale fa scaturire il fascismo da tre fenomeni del tempo: reazione del capitale; rivolta piccolo borghese attraverso i suoi figli "spostati" e rivoluzione militare), elabora una personale teoria tesa a fare originare il movimento principalmente dagli ambienti piccolo borghesi.
La pubblicazione della raccolta suscita un vivace dibattito al quale partecipano Tommaso Fiore, Giovanni Ansaldo (il quale ritiene che Salvatorelli abbia sottovalutato l'importanza del movimento futurista) Adriano Tilgher e Giorgio Levi della Vida.

## Edizioni
- Nazionalfascsmo, Biblioteca de La Rivoluzione Liberale n.2, Torino, Piero Gobetti editore, 1923.
- Nazionalfascismo, Prefazione di Giorgio Amendola, Collana Piccola Biblioteca, Torino, Einaudi, 1977. - Edizioni Libero, Milano, 2004.
- Nazionalfascismo, Prefazione di Emilio Gentile, Collana Edizioni gobettiane, Roma, Edizioni di Storia e Letteratura, 2016, ISBN 978-88-637-2905-4.